# Berberisme

De Berberse vlag aangenomen door het Amazigh Wereldcongres (CMA, Agraw Amadlan Amazigh) in 1998

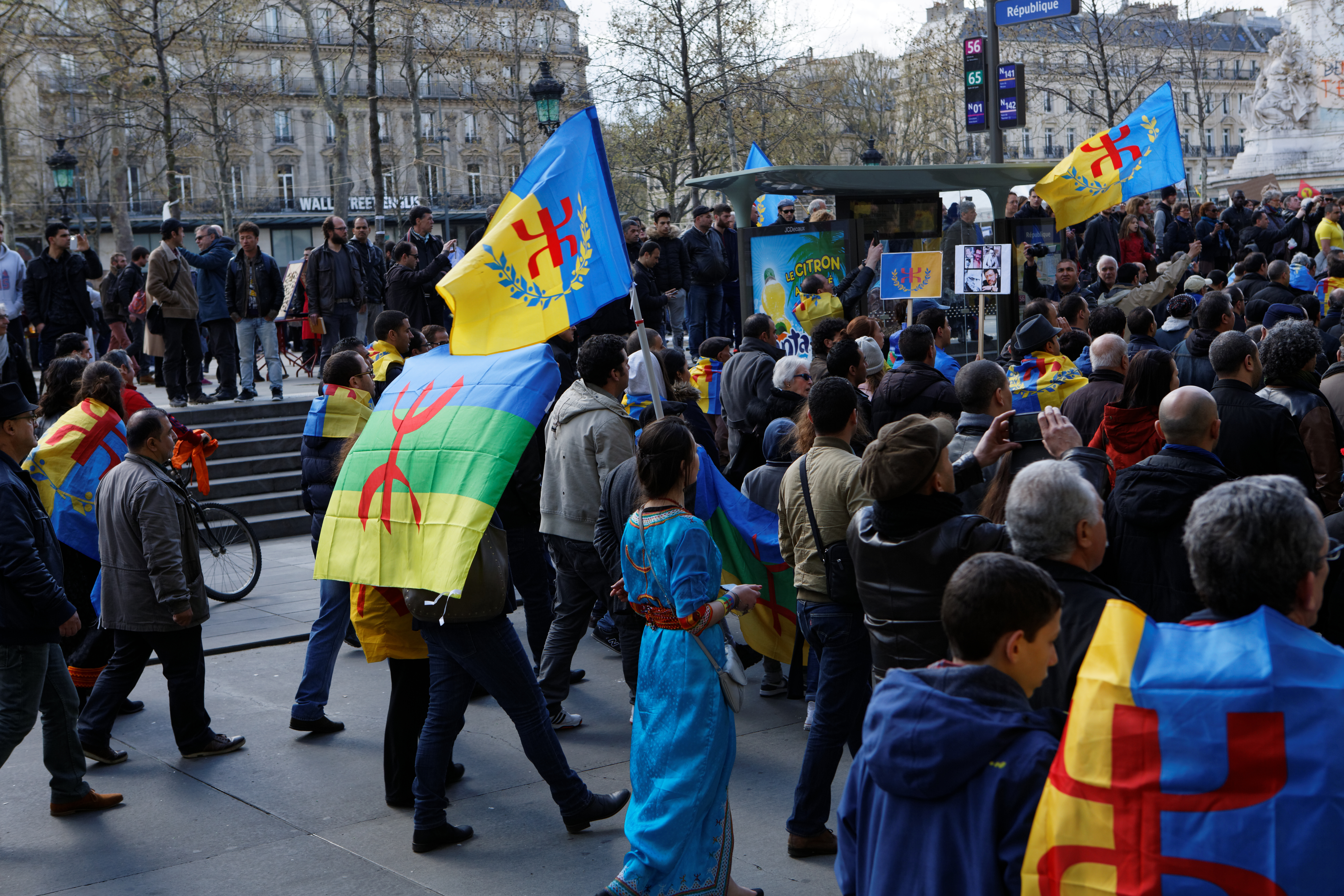
Demonstratie van Berbers in Parijs, april 2016

Berberisme is een politiek-culturele beweging van de Berberse bevolking, hoofdzakelijk begonnen in Kabylië (Algerije) en later verspreid naar de rest van de Berberse gemeenschappen in de Noord-Afrikaanse regio Maghreb. De berberistische beweging in Algerije en Marokko verzet zich tegen culturele arabisering, de panarabistische politieke ideologie en islamisme.
Een Berberse groep, de Touareg, zijn sinds 2012 in opstand tegen Mali en hebben een tijdelijk de facto onafhankelijke staat opgericht genaamd Azawad, die zichzelf identificeerde als Berbers.

## Amazigh World Congress
Het Amazigh World Congress (CMA, Congrès Mondial Amazigh; Agraw Amaḍlan Amaziɣ) is een internationale niet-gouvernementele organisatie die werd opgericht met als doel een structuur en internationale vertegenwoordiging te bieden voor culturele en politieke Berberbelangen. Het werd opgericht in september 1995 in Saint-Rome-de-Dolan, Frankrijk. Sindsdien heeft het vier bijeenkomsten gehouden, in 1997, 1999, 2002 en 2005. .